# 普羅維登斯 (紐約州)
普羅維登斯（英語：Providence）是一個位於美國紐約州薩拉托加縣的鎮。

## 人口
根據2020年美國人口普查的數據，普羅維登斯的面積為116.79平方千米，當中陸地面積為113.95平方千米，而水域面積為2.84平方千米。當地共有人口2075人，而人口密度為每平方千米18人。